# 岩田站
岩田站（日语：／ Iwata eki */?）是位於山口縣光市大字岩田，西日本旅客鐵道（JR西日本）山陽本線的車站。
在2022年春季，藤生站至德山站之間預計可以使用ICOCA。

## 歷史
- 1899年（明治32年）6月5日 - 山陽鐵道田布施站至島田站之間開設此站。為一般車站。
- 1906年（明治39年）12月1日 - 山陽鐵道國有化（日语：鉄道国有法），成為官設鐵道車站。
- 1909年（明治42年）10月12日 - 制定路線名稱。成為山陽本線車站。
- 1934年（昭和9年）12月1日 - 現時岩德線，麻里布站（現時為岩國站）至周防高森站至櫛濱站之間全線開通，編入為山陽本線。而本來山陽本線麻里布站至柳井站至櫛濱站之間成為柳井線，此站也同時成為柳井線車站。
- 1937年（昭和12年）3月31日 - 車站大樓改建。
- 1944年（昭和19年）10月11日 - 柳井線全線成為雙線鐵路，再次編入為山陽本線。使此站再次成為山陽本線車站。而1934年編入成為山陽本線區間均名為岩德線。
- 1962年（昭和37年）2月1日 - 終止貨物起卸業務。成為旅客車站。
- 1964年（昭和39年）7月25日 - 包含此站在內，山陽本線橫川站至小郡站（現時為新山口站）直流電氣化（同時全線電氣化）。同時此站月台改完成改善工程。
- 1967年（昭和42年）3月 - 設置跨線橋。
- 1987年（昭和62年）4月1日 - 伴隨國鐵分割民營化，車站由西日本旅客鐵道（JR西日本）營運。
- 1996年（平成8年）6月1日 - 車站業務由JR西日本廣島MAINTEC（日语：JR西日本広島メンテック）負責，成為業務委託車站。
- 2004年（平成16年）
  - 4月1日 - 車站業務轉為大和町，成為簡易委託車站[2]。
  - 10月 - 櫃臺營業時間變更，改為只於平日營業。
  - 10月4日 - （舊）光市與大和町合併，車站業務由（新）光市負責。
- （日期不詳） - 平日日間時段中，引入櫃臺設休息時間。
- 2012年（平成24年）
  - 2月 - 不再使用的2號月台中加設柵欄。
  - 3月1日 - 車站鐘聲改變，改為使用廣島分社共用的進站音樂。引入車站自動廣播系統。
- 2018年（平成30年）
  - 7月6日 - 發生2018年7月西日本豪雨使車站暫停服務。
  - 9月9日 - 柳井站至下松站之間重開[3]。
  - 9月29日 - 受颱風潭美影響，光站至下松站之間泥沙流入路軌，使柳井站至下松站之間再次停運[4]。
  - 10月13日 - 柳井站至下松站之間重開[5][6]。

## 車站構造
車站是一座地面車站，曾經設有2面3線的混合式月台（單式、島式月台）。但是島式月台其中一面（2號月台）現時已經不再使用，2號月台路軌兩端的轉轍器已經撒走，月台上的架空電纜也已經撒走，因此現時只有2面2線的月台。車站內沒有轉轍器，但設有場內、出發信號機，因此為閉塞的邊界。
車站大樓本來是位於單式月台（1號月台）側，設有跨線橋連接對面月台（3號月台）。此站由德山地域鐵道部管理，為簡易委託車站。車站設有POS終端，發行車票。在星期六與假日沒有車站職員當值。也設有售票機（從前可使用信用卡，現時改用新型簡易式售票機後不能使用信用卡）。

### 月台
| 月台 | 路線      | 上下行 | 方向           |
| ---- | --------- | ------ | -------------- |
| 1    | ■山陽本線 | 上行   | 柳井、岩國方向 |
| 3    | ■山陽本線 | 下行   | 德山、防府方向 |

## 使用狀況
以下為近年1日平均乘車人次列表：
| 乘車人次變化 | 乘車人次變化    |
| 年度         | 1日平均乘車人次 |
| ------------ | --------------- |
| 1999         | 621             |
| 2000         | 586             |
| 2001         | 552             |
| 2002         | 541             |
| 2003         | 550             |
| 2004         | 533             |
| 2005         | 523             |
| 2006         | 506             |
| 2007         | 511             |
| 2008         | 518             |
| 2009         | 498             |
| 2010         | 496             |
| 2011         | 478             |
| 2012         | 452             |
| 2013         | 432             |
| 2014         | 387             |
| 2015         | 400             |
| 2016         | 384             |
| 2017         | 394             |
| 2018         | 363             |

## 車站周邊
- 光市政廳大和分所（前大和町公所）
- 光警署（日语：光警察署）大和派出所
- 岩田郵局
- 山口銀行大和分店
- 光市立岩田小學
- 光市立三輪小學
- 光市立大和中學
- 光市大和學校供餐中心
- 大和商工會（日语：商工会）
- 光市立大和綜合醫院 （页面存档备份，存于）
- 大和綜合運動公園
- 光市營巴士（日语：光市営バス）
  - 「岩田站前」巴士站（設有鹽田線、岩田、三輪線、城南原線、束荷線、市政廳線路線）
- 石城山（日语：石城山）（神籠石）

## 相鄰車站
西日本旅客鐵道
■山陽本線
田布施－岩田－島田

## 注腳
1. ↑  .   [2020-03-29]. （原始内容存档于2020-04-23）.
2. ↑   (PDF). 山口縣光市. 2005年  [2017-05-21].[永久]
3. ↑  . 產經WEST. 2018-08-22. （原始内容存档于2018-09-08）.
4. ↑  . 朝日新聞Digital. 2018-09-30. （原始内容存档于2018-09-30）.
5. ↑  . 乘車新聞. 2018-10-10  [2018-10-13]. （原始内容存档于2018-10-10）.
6. ↑  . Respond. 2018-10-10  [2018-10-13]. （原始内容存档于2018-10-11）.
7. ↑  山口縣統計年鑑

## 外部連結
- 岩田｜車站資訊：JR出門網 - 西日本旅客鐵道
- 光市政廳 （页面存档备份，存于）